# Kwasi Amoako Atta
Ne doit pas être confondu avec Kwesi Amoako-Atta.
Kwasi Amoako-Attah est né le 5 août 1951, est un avocat, consultant en gestion et homme politique ghanéen. Il est député de la circonscription d'Atiwa West(Atiwa (circonscription parlementaire du Ghana) (en)) dans la région orientale du Ghana. Il est membre du Nouveau Parti Patriotique et, depuis 2017. Il est un ancien ministre des routes et des autoroutes du Ghana,.

## Jeunesse et éducation
Kwasi Amoako Atta est né le 5 août 1951 à Akyem-Awenare (en) dans la région orientale du Ghana. Il a fréquenté Collège d'État d'Abuakwa (en) où il a obtenu son certificat GCE Ordinary Level et a continué au Lycée Tarkwa (en) pour son certificat GCE Advanced Level,. Il a obtenu un baccalauréat en sciences de l'administration de l'Université du Ghana, à Legon. Il a ensuite poursuivi ses études à la Ghana School of Law de Makola, Ghana (en) et a été admis au Barreau du Ghana en 2002. Il a obtenu un Executive Master of Business Administration de l'Université du Ghana.

## La vie professionnelle
Après avoir obtenu son diplôme de l'Université du Ghana, Atta a été employé de 1979 à 1985 au Meat Marketing Board, aujourd'hui disparu, en tant que directeur régional. Il a ensuite rejoint Unilever Ghana, où il a d'abord été nommé directeur des marques puis directeur de la logistique et du marketing. Lorsqu'il a été admis au barreau du Ghana, il a rejoint le département juridique, où il est devenu conseiller juridique du groupe Vlisco Ghana. Il a quitté l'entreprise en 2010 pour poursuivre une carrière en politique.

## Vie politique
Atta est entré sur la scène politique ghanéenne en 2010 lorsqu'il s'est présenté au siège d'Atiwa West. Trois autres candidats, à savoir Emmanuel Atta Twum du Congrès national démocratique, George Padmore Apreku du Parti de la nouvelle vision (en) et Kasum Abdul-Karim de la Convention nationale du peuple (Ghana) (en) ont également participé à l' élection partielle d'Atiwa de 2010(Liste des députés élus aux élections parlementaires ghanéennes de 2008 (en)) qui s'est tenue le 31 août 2010 . Atta a remporté l'élection en obtenant 20 282 voix sur 27 540 exprimées, soit 75,0 pour cent du total des votes valides.
Il a prêté serment au Parlement du Ghana le 19 octobre 2010 par Joyce Bamford-Addo . Il a ensuite remporté les deux élections suivantes dans la circonscription d'Atiwa lors des élections parlementaires de 2012(Liste des députés élus aux élections parlementaires ghanéennes de 2012 (en)) et de 2016(Liste des députés élus aux élections parlementaires ghanéennes de 2016 (en))[réf. nécessaire]..

## Ministre des routes et des autoroutes
En janvier 2017, le président Nana Akuffo-Addo a nommé Atta au poste de ministre des Routes et des Autoroutes au Ghana. Atta a été chargé d'améliorer les routes urbaines et de desserte du pays, en particulier celles de la ceinture agricole du Ghana. Cela améliorerait la sécurité alimentaire du pays .

### Vérification parlementaire
Le Comité des nominations du Parlement a rencontré Atta le 2 février 2017 et l’a examiné sur sa vision du ministère. Il a fait part au comité de sa vision d’automatiser tous les postes de péage du pays. Il a expliqué qu’avant le processus d’automatisation, il superviserait personnellement le recrutement de personnes handicapées comme agents de péage dans les différents postes de péage à travers le pays. Cette politique garantirait que 50 pour cent de tous les percepteurs de péage seraient des personnes handicapées . Selon Atta, cela réduirait le fardeau économique du pays lié à l’entretien des personnes handicapées.
Akuffo-Addo a prêté serment à tous les ministres qui avaient été approuvés par le Parlement le 10 février 2017 . Atta faisait partie des dix autres ministres qui ont reçu leurs chartes ministérielles pour commencer à travailler dans leurs différents ministères .

### Activités ministérielles
En juillet 2017, il a lancé l’initiative « Personnes handicapées : un péage routier ». Le premier groupe de 80 personnes handicapées a terminé le programme de formation et s'est vu attribuer des postes de péage pour travailler . Atta a réitéré le fait qu’un total de 200 personnes handicapées seraient employées dans le cadre de cette initiative . Il est actuellement ministre des Routes et des Autoroutes .

## Vie personnelle
Atta est marié et père de quatre enfants. Il est membre de l'Église presbytérienne du Ghana (en) .